# 農村更生協会
公益財団法人農村更生協会（のうそんこうせいきょうかい）とは、日本の農業と農村の健全な発展に寄与する協会である公益財団法人。

## 歴史
- 農村更生協会は昭和9年12月に創立。
- 昭和11年7月、農村更生協会役員会で土地にて農村指導訓練所を満州国開拓団と国内開拓団の為、日本国で初めて設置。[2][3]
- 経営感覚と確かな技術を持った農業の担い手養成事業を行うとともに、学生や社会人等を対象として農業の役割や意義を理解するための研修事業等を実施。

## 書籍
農業教育の課題  (日本語) 単行本 – 1990/1/1 ISBN 978-4882610915

## 住所
- 〒103-0027中央区日本橋2丁目1番16号